# Redskap
Redskap (ett don varmed man reder/utreder/bereder något) är ett samlingsord för olika slags hjälpmedel som används för att utföra växlande arbeten. Ett redskap kan vara handredskap eller t.ex. jordbruksredskap. En snävare definition är ett föremål som möjliggör eller underlättar en praktisk arbetsuppgift.
Redskap är även olika föremål eller hjälpmedel i idrott och gymnastik. 
I ett sociokulturellt perspektiv är redskap en resurs som människor använder för att förstå och handla i sin omvärld. Begrepp och diskurser hjälper oss människor att tänka och kommunicera.